# 盛子内親王
盛子内親王（せいし/もりこないしんのう）は、村上天皇の第5皇女。母は更衣・源計子（中納言・源庶明の娘、広幡御息所といわれた）。同母姉に理子内親王がいた。無品。
貞元2年（977年）以前に藤原顕光と結婚する。貞元2年に重家を、引き続いて元子（一条天皇女御）、延子（敦明親王（小一条院）妃）の二女をもうける。長徳4年（998年）7月20日、薨去した。
祖父・源庶明、母・計子を経て、広幡第を継承したとされる。広幡第はその後、夫である藤原顕光を経て僧・仁康に施入され、広幡寺とされた。